# Schönach (Lech, Hohenfurch)
Die Schönach ist ein kleiner Fluss im bayerischen Landkreis Weilheim-Schongau. Sie mündet nach einem rund 14 km langen, zuletzt nördlichen bis östlichen Lauf in der Gemeinde Hohenfurch im Staubereich hinter der Lechstaustufe 8 von links in den mittleren Lech.

## Geographie

### Verlauf
Das Quellgebiet der Schönach liegt am Waldrand nordnordwestlich des namengebenden Ortes der Gemeinde Schwabsoien auf 763 m ü. NHN. Sie fließt zunächst südwestlich bis südlich, durchquert dabei das Pfarrdorf Schwabsoien, nimmt dann schon auf dem Gebiet der Gemeinde Schwabbruck von rechts den Reigerbach auf und kehrt sich dort auf westlichen bis nordwestlichen Lauf durch das Pfarrdorf Schwabbruck. Die Siedlungszone des namengebenden Pfarrdorfes der nächsten Gemeinde Altenstadt durchläuft sie in einem südlichen Bogen, wonach sie nördlich auf das bald folgende zugehörige Kirchdorf Schwabniederhofen zuläuft und es am östlichen Siedlungsrand auf Nordlauf passiert. An der Gemeinde- und Siedlungsgrenze zu Hohenfurch unterquert sie die Bahnstrecke Schongau–Landsberg am Lech und durchzieht dann Pfarrdorf und Gemeindegebiet auf östlichem bis nordöstlichem Lauf. Unterhalb von Hohenfurch durchzieht sie erstmals einen tiefen, aber nur kurzen Waldtobel und mündet an dessen Ende unter der Einöde Graben auf dem linken Hangschulter auf 659 m ü. NHN von links in den hinter der Lechstaustufe 8 – Sperber verbreiterten mittleren Lech.

### Einzugsgebiet und Abfluss
Das Einzugsgebiet der Schönach ist fast 72 km² groß, ihr Abfluss schwankt zwischen 2 m³/s (Niedrigwasser) und 50 m³/s (Hochwasser). Das überwiegend flache Tal der Schönach markiert den Rand des mächtigen Lechgletschers, der sich in der letzten Eiszeit bis Hohenfurch erstreckte.

### Zuflüsse und Seen
Liste der direkten Zuflüsse von der Quelle zur Mündung. Mit Gewässerlänge Einzugsgebiet und Höhe. Andere Quellen für die Angaben sind vermerkt.
- Sehenbach[BA 2], von rechts und Westen auf etwa 738 m ü. NHN in Schwabsoien, 1,1 km und 0,5 km². Entsteht auf etwa 761 m ü. NHN in einem vor Schwabsoien von der St 2014 von Sachsenried her durchquerten Wäldchen.
- (Zufluss), von rechts und Norden auf 732 m ü. NHN[BA 3] wenig nach der Gemeindegrenze zu Schwabbruck, 0,6 km und 0,3 km². Entsteht auf etwa 734 m ü. NHN am Südrand von Schwabsoien im Gewann Möser.
- Reigerbach, von rechts und Südwesten auf etwa 731 m ü. NHN wenig vor Schwabbruck, 3,5 km und 25,4 km². Entsteht auf etwa 766 m ü. NHN östlich von Ingenried.
Etwa an diesem Zufluss wendet sich die Schönach nach links auf künftig östlichen bis nördlichen Lauf, auf dem sie einige kurze Seitenäste abzweigt und wieder aufnimmt.

## Geschichte
In der Vergangenheit spielte die Schönach vor allem für die Ortschaft Schwabsoien eine wichtige Rolle, war deren Wasserkraft doch die Voraussetzung für den Betrieb etlicher Mühlen und Schmieden. Einige dieser Einrichtungen existieren heute noch und können jedes Jahr am Pfingstmontag, dem Deutschen Mühlentag, besichtigt werden.

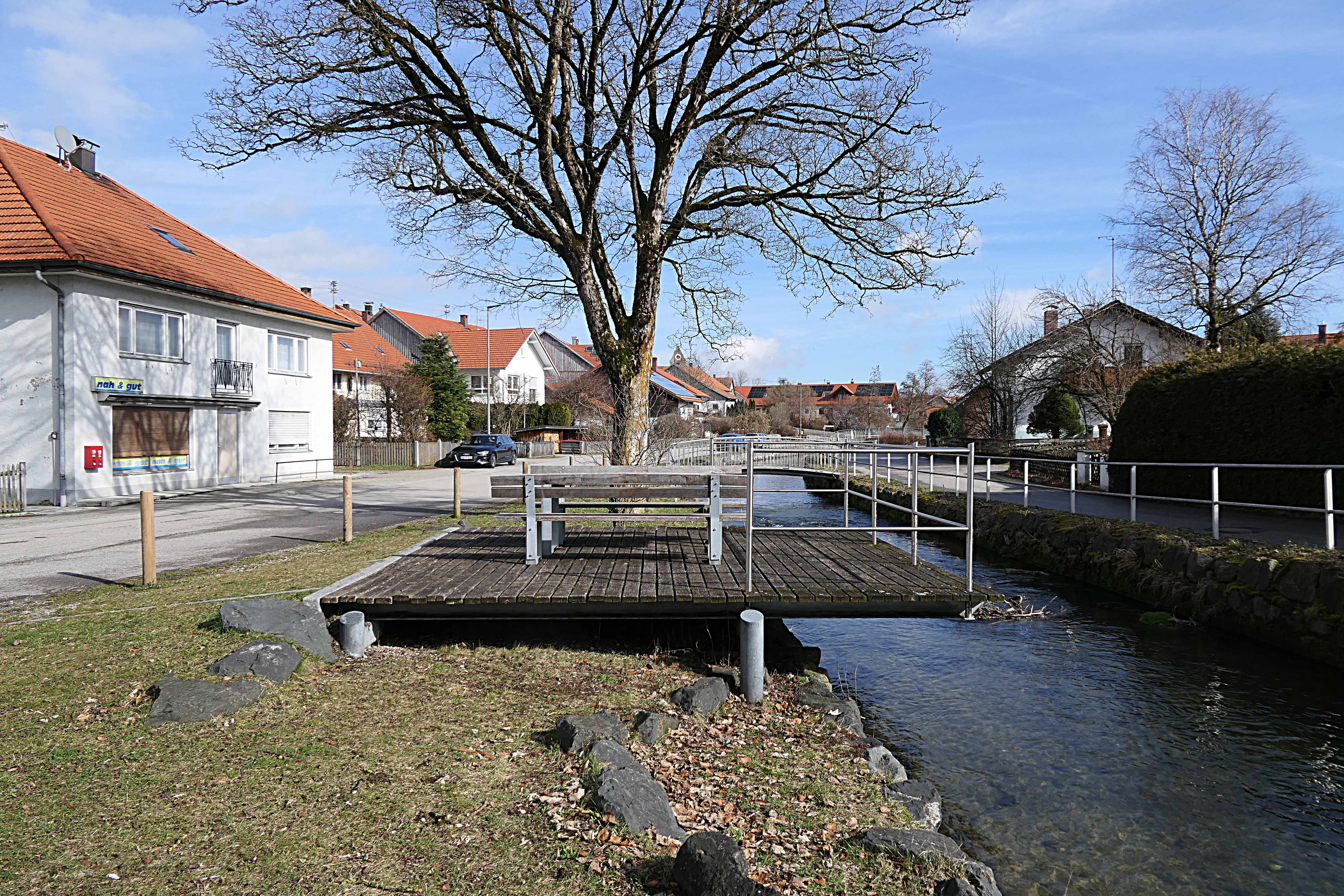
Die Schönach in Hohenfurch

### BayernAtlas („BA“)
Amtliche Online-Gewässerkarte mit passendem Ausschnitt und den hier benutzten Layern: Lauf und Einzugsgebiet der Schönach

Allgemeiner Einstieg ohne Voreinstellungen und Layer: BayernAtlas der Bayerischen Staatsregierung (Hinweise)
1. ↑  Höhe abgefragt auf dem Hintergrundlayer Amtliche Karte (Rechtsklick).
2. ↑  Name Sehenbach nach dem einstellbaren Hintergrundlayer Historische Karte.
3. ↑  Höhe nach blauer Beschriftung auf dem Hintergrundlayer Amtliche Karte.

### Gewässerverzeichnis Bayern („GV“)
1. 1 2 3 4  Länge und Einzugsgebiet nach: Verzeichnis der Bach- und Flussgebiete in Bayern – Flussgebiet Lech, Seite 38 des Bayerischen Landesamtes für Umwelt, Stand 2016 (PDF; 1,8 MB) (mit Zuflüssen bis S. 40; die Seitenzahlen können sich ändern)